# Горолова, Елена
Елена Горолова (род. 2 января 1969) — чешская правозащитница. Она по происхождению рома, работает социальной работницей в Остраве.
Некоторое время работала на Витковицком металлургическом заводе, затем получила диплом учителя.
В возрасте 21 года её насильно стерилизовали в больнице после рождения второго сына. Она надеялась родить ещё одного ребёнка и не давала информированного согласия на эту процедуру. В 2005 году Елена была одной из 87 чешек, пожаловавшихся на принудительную стерилизацию.
С тех пор она ведёт кампанию против принудительной стерилизации и дискриминации цыганок в Чехии, а также выступает за возмещение ущерба и осведомлённость о принудительной стерилизации. Она представительница Группы женщин, пострадавших от принудительной стерилизации, и член чешской организации Vzájemné soužití (Жить вместе).
В ноябре 2018 года она была признана одной из 100 вдохновляющих и влиятельных женщин Би-би-си.